# 土岐隼一
土岐 隼一（とき しゅんいち、1989年5月7日 – ）は、日本の男性声優、歌手。東京都出身。WITH LINE所属。

## 略歴
小学4年生の頃に見ていた『それいけ!アンパンマン』の登場キャラクターや、『金曜ロードショー』で放送された映画作品『マスク』の吹き替えをそれぞれ担当した山寺宏一を知ったことで声優になったきっかけを持つ。
最初に自分の声を意識したのは、高校時代のグループ発表の時の読み上げる役だった。読み終えた後に社会の教師が「おまえはいい声してるな」と言ってもらい、「俺の声って少し変わってるのかな?」と思っていたが、「そうなんだ」くらいの意識だった。
大学時代には剣道部や、演劇部の音響や照明の手伝いをしており、劇団で芝居をする機会があったという。
アミューズメントメディア総合学院声優タレント学科卒業。在学中にゲームのキャラクターを演じたのが初仕事となる。事務所に所属して最初の仕事は、テレビアニメ『一週間フレンズ。』の牛丼屋の店員役。
2019年春、ポニーキャニオンより声優アーティスト第3弾として歌手デビュー。それまでキャラクターソングの歌唱は数多く担当してきたが、自身名義のCDリリースは初となる。

## 人物
3歳上の姉がいる。
自身が室町時代末期の美濃国守護大名の土岐頼純の末裔であることを明らかにしている。
趣味はテニス、スキー、ビリヤード、剣道。
演じてみたいキャラクターとして、ラスボス役を挙げている。

## 出演
太字はメインキャラクター。

### テレビアニメ
2014年
- 一週間フレンズ。（店員）
- オオカミ少女と黒王子（ファミレス客）

2015年
- うたの☆プリンスさまっ♪ マジLOVEレボリューションズ（通行人）
- ダイヤのA（2015年 - 2020年、工藤康、青道応援、市大部員、百瀬） - 2シリーズ
- 櫻子さんの足下には死体が埋まっている（トーマ）

2016年
- 腐男子高校生活（よしゆき）
- ユーリ!!! on ICE（レオ・デ・ラ・イグレシア）

2017年
- ロクでなし魔術講師と禁忌教典（セシル＝クレイトン）
- ナナマル サンバツ（阿辺）
- 賭ケグルイ（男子生徒）
- TSUKIPRO THE ANIMATION（2017年 - 2021年、衛藤昂輝） - 2シリーズ
- アイドルマスター SideM（都築圭）

2018年
- かくりよの宿飯（2018年 - 2025年、銀次） - 2シリーズ
- 百錬の覇王と聖約の戦乙女（角兵、兵士、シャールヴィ、男性客）
- ロード オブ ヴァーミリオン 紅蓮の王（尾張郁郎）
- アンゴルモア 元寇合戦記（三塚の中丸）
- アイドルマスター SideM 理由あってMini!（都築圭）
- SSSS.GRIDMAN（辰巳） - 2023年に劇場総集編公開
- ゾンビランドサガ（チェキ会の客A）
- グラゼニ（白木）

2019年
- 五等分の花嫁（男子生徒）
- 真夜中のオカルト公務員（ウェウェコヨトル〈琥珀〉）
- なむあみだ仏っ!-蓮台 UTENA-（田所）
- 鬼滅の刃（清）
- パズドラ（2019年 - 2020年、ツルギ、シュン）
- 魔入りました!入間くん（2019年 - 2023年、アロケル・シュナイダー、生徒C、バンダナ先輩、クロツノ、ダリ 他） - 3シリーズ
- アフリカのサラリーマン（ミーアキャット）
- 厨病激発ボーイ（副会長、バスケ部部長）

2020年
- 地縛少年花子くん（2020年 - 2025年、蒼井茜） - 3シリーズ
- A3!（瑠璃川幸） - 2シリーズ
- モンスター娘のお医者さん（グレン・リトバイト）
- フルーツバスケット（男子生徒）
- キミと僕の最後の戦場、あるいは世界が始まる聖戦（2020年 - 2025年、ジン・シュラルガン） - 2シリーズ

2021年
- WAVE!!〜サーフィンやっぺ!!〜（木戸ナオヤ） - 2020年に3部作として劇場上映
- スケートリーディング☆スターズ（味方正嗣）
- 蜘蛛ですが、なにか?（レストン）
- ホリミヤ（男子高校生）
- デュエル・マスターズ キング シリーズ（2021年 - 2022年、天王寺ハイド） - 2シリーズ
- 指先から本気の熱情2-恋人は消防士-（日高玲） - オンエア版
- 精霊幻想記（2021年 - 2024年、スティアード＝ユグノー、少年、騎士、警備兵） - 2シリーズ
- 東京リベンジャーズ（2021年 - 2023年、羽宮一虎） - 3シリーズ
- うらみちお兄さん（司会者）
- 吸血鬼すぐ死ぬ（2021年 - 2023年、フクマ） - 2シリーズ
- 大正オトメ御伽話（白鳥策）
- 名探偵コナン（2021年 - 2022年、込山義男 / 野上義男、北沢一正）
- ヴィジュアルプリズン（少年）

2022年
- ぷちセカ（神代類）
- 怪人開発部の黒井津さん（カノン・サンダーバード、レッドルーム）
- リーマンズクラブ（間柴勇歩）
- 薔薇王の葬列（グレイ）
- であいもん（矢間）
- ヒロインたるもの!〜嫌われヒロインと内緒のお仕事〜（染谷光一郎）
- キャップ革命 ボトルマンDX（2022年 - 2023年、亜末ローランド）
- シュート!Goal to the Future（黒川昴流）
- ブッチギレ!（サクヤ〈朔夜〉）
- オーバーロードIV（フレイヴァルツ）
- 惑星のさみだれ（日下部太朗）
- モブサイコ100 III（仁井戸）
- ヒューマンバグ大学 -不死学部不幸学科-（アンドレ）
- BLEACH 千年血戦篇（死神）

2023年
- 老後に備えて異世界で8万枚の金貨を貯めます（御者）
- 人間不信の冒険者たちが世界を救うようです（ゼム）
- 『FLAGLIA』〜なつやすみの物語〜（シルバー）
- The Legend of Heroes 閃の軌跡 Northern War（ジャン）
- 勇者が死んだ!（トウカ・スコット、シオン・ブレイダン）
- 異世界召喚は二度目です（セツ / 須崎雪）
- 地獄楽（山田浅ェ門期聖）
- 彼女が公爵邸に行った理由（キース・ウエスタンバーグ）
- 異世界はスマートフォンとともに。2（クラウド・ゼフ・リーニエ）
- Paradox Live THE ANIMATION（征木北斎）
- 放課後少年花子くん（2023年 - 2024年、蒼井茜、悪魔のフロントボーイ〈茜〉） - 2シリーズ
- 柚木さんちの四兄弟。（矢城幡先生）
- SHY（2023年 - 2024年、ドキ） - 2シリーズ

2024年
- 青の祓魔師 島根啓明結社篇（醐醍院誠）
- ループ7回目の悪役令嬢は、元敵国で自由気ままな花嫁生活を満喫する（オリヴァー）
- 愚かな天使は悪魔と踊る（広田健作）
- 月刊モー想科学（ゴロー・佐藤）
- 明治撃剣-1874-（亀治郎）
- 休日のわるものさん（モブZ）
- 最弱テイマーはゴミ拾いの旅を始めました。（トルト / マルマ）
- 望まぬ不死の冒険者（イザーク）
- ヴァンパイア男子寮（早乙女ルカ）
- 転生したら第七王子だったので、気ままに魔術を極めます（2024年 - 2025年、バビロン） - 2シリーズ
- モブから始まる探索英雄譚（水谷隼人）
- 異世界ゆるり紀行 〜子育てしながら冒険者します〜（アイザック・リスナー）
- 黄昏アウトフォーカス（戸部）
- 魔導具師ダリヤはうつむかない（グリゼルダ・ランツァ）
- 魔法使いになれなかった女の子の話（ドク＝パパロッティ）
- 魔王様、リトライ!R（XX）
- やり直し令嬢は竜帝陛下を攻略中（ジェラルド・デア・クレイトス）
- パーティーから追放されたその治癒師、実は最強につき（マルグルス）
- ブルーロック VS. U-20 JAPAN（音留徹平）
- 君は冥土様。（鰀目錦綺）
- アクロトリップ（カエル星人）

2025年
- ハニーレモンソーダ（高嶺友哉）
- 魔法使いの約束（ルチル）
- 魔神創造伝ワタル（マイガー / スサノオ、ブロック真）
- るろうに剣心 -明治剣客浪漫譚- 京都動乱（吾一）
- 妃教育から逃げたい私（ライル）
- 外れスキル《木の実マスター》 〜スキルの実（食べたら死ぬ）を無限に食べられるようになった件について〜（アルゴス）
- ＃コンパス2.0 戦闘摂理解析システム（森田）
- 華Doll*-Reinterpretation of Flowering-（如月薫）
- ゴリラの神から加護された令嬢は王立騎士団で可愛がられる（シン・クヴァレ）
- 俺は星間国家の悪徳領主!（リクハルト）
- ユア・フォルマ（ニコライ）
- 白豚貴族ですが前世の記憶が生えたのでひよこな弟育てます（アレクセイ・ロマノフ）
- サイレント・ウィッチ 沈黙の魔女の隠しごと（ネロ〈人型〉）
- 桃源暗鬼（桃寺神門）

2026年
- 勇者刑に処す 懲罰勇者9004隊刑務記録（ベネティム・レオプール）
- 拷問バイトくんの日常（セロ）
- 転生したらドラゴンの卵だった（イルシア）

### 劇場アニメ
- HoneyWorks 10th Anniversary "LIP×LIP FILM×LIVE"（2020年、染谷光一郎[74]）
- 映画 さよなら私のクラマー ファーストタッチ（2021年、多田野）
- 100日間生きたワニ（2021年、アニマル先生）
- アイの歌声を聴かせて（2021年、王子）
- 特『刀剣乱舞-花丸-』〜月ノ巻〜（2022年、松井江）
- 劇場版プロジェクトセカイ 壊れたセカイと歌えないミク（2025年、神代類[75]）

### Webアニメ
- 魔神英雄伝ワタル 七魂の龍神丸（2020年、オリスカン）
- よしまほ（2021年、一慶[76]）
- ワンダーランズ×ショウタイム - Journey to Bloom『HAPPINESS』（2023年、神代類）
- ラプソディ（2023年、雑賀慎之介[77]）
- T・Pぼん（2024年、助手）

### ゲーム
2013年
- フェアリーフェンサー エフ（妖聖）

2015年
- グランブルーファンタジー（2015年 - 2023年、ジョエル）
- ケイオスドラゴン 混沌戦争（オーヴェルス・ガンタリーナ）
- 栽培少年（百紅）
- 絶対迷宮 秘密のおやゆび姫（リゼル）
- 夢王国と眠れる100人の王子様（テオドール）

2016年
- アイドルマスター SideM（2016年 - 2023年、都築圭）
- 神獄塔 メアリスケルター（陽司）
- チェインクロニクル〜絆の新大陸〜（竜骨博士リージス）
- 輝星のリベリオン（ロタ）
- ワールドチェイン（那須与一、ヴラド・ツェペシュ）

2017年
- アイドルマスター SideM LIVE ON ST@GE!（2017年 - 2020年、都築圭）
- アニドルカラーズ（土岐結人）
- 一血卍傑-ONLINE-（サイギョウ）
- A3!（瑠璃川幸）
- VBX（赤兎馬蹴斗）
- 契約結婚〜大統領と秘密の花嫁!?〜（雪城密）
- 幻想少女（劉備、張郃、顧雍）
- 神撃のバハムート（デュナミス・サプラム）
- 追放選挙（伊純白秋）
- ツキノパラダイス。（衛藤昂輝）
- パラノーマルキス -Paranormal Kiss-（椎名夕翔、佐伯柊真、神口ココ）

2018年
- アンダーグラウンドシンフォニー
- イケメン革命◆アリスと恋の魔法（ムース＝アトラス）
- OCTOPATH TRAVELER
- カルマオンライン -KARMA online-（テセール）
- グリムノーツ Repage（エル）
- シンエンレジスト（カデナ）
- ゴッドイーター3（ジーク・ペニーウォート）
- 紡ロジック（宰司）
- DREAM!ing（槙千鶴）
- ピオフィオーレの晩鐘（レオ・カヴァニス）

2019年
- SHOW BY ROCK!!（カナート）
- 眠りと境界のアルカナ（狐面の男，バクタ）
- クイズRPG 魔法使いと黒猫のウィズ（2019年 - 2025年、ルタージュ、ヴィルジリオ）
- 乙女剣武蔵（勝海舟）
- グリムエコーズ（エル）
- なむあみだ仏っ!-蓮台 UTENA（摩虎羅大将、金剛華菩薩）
- 魔法使いの約束（ルチル）
- 刀剣乱舞-ONLINE-（松井江）
- CARAVAN STORIES（ソロ）
- 神式一閃 カムライトライブ（クズリ）

2020年
- 星屑ヘリオグラフ（天地理音）
- 阿卡迪亞（維瓦爾第、高橋隼人）
- 戦国布武〜我が天下戦国編〜（伊達政宗）
- DAIROKU: AYAKASHIMORI（八雲匡）
- プロジェクトセカイ カラフルステージ! feat. 初音ミク（2020年 - 2025年、神代類）
- 神獄塔 メアリスケルターFinale（千昭）
- ピオフィオーレの晩鐘 -Episodio1926-（レオ・カヴァニス）
- ホーンテッド・オバケストラ Vol.1 Awaking（レインレイ）

2021年
- 幕末維新 天翔ける恋（沖田総司）
- アイドルマスター ポップリンクス（都築圭）
- WAVE!! 波乗りボーイズ（木戸ナオヤ）
- Caligula2（マキナ）
- サンクタス戦記-GYEE-（ゲーニー）
- 君は雪間に希う（比弥那、比弥衛）
- 共闘ことばRPG コトダマン（2021年 - 2023年、羽宮一虎）
- LOST JUDGMENT 裁かれざる記憶（天沢研人）
- キャプテン翼ZERO 〜決めろミラクルシュート〜（月居英志）
- アイドルマスター SideM GROWING STARS（2021年 - 2023年、都築圭）
- 終遠のヴィルシュ -ErroR:salvation-（ダハト）
- ラグナドール 妖しき皇帝と終焉の夜叉姫（木の葉天狗）
- ウインドボーイズ（丸山小次郎）
- アストリア アセンディング（アレック）
- ウォッチドッグス レギオン（ジャクソン・ピアース）
- 機動戦士ガンダム 戦場の絆II（男性アバター1）

2022年
- 黒騎士と白の魔王（スサノオ）
- センチメンタルフォトグラフィ（藍沢星）
- テクノロイド UNISON HEART（ルゥマ）
- ホーンテッド・オバケストラ Vol.2 Bianke（レインレイ）
- eBASEBALLパワフルプロ野球2022（猪狩守）
- 神界奇伝〜八百万神の幻想譚〜（干將）
- メイプルストーリー（ナイトロード〈男〉）
- セブンナイツ2（ジェイブ）
- パラレルトリップ（リオン）
- ミリオンダラーボーイズ（ムギ）
- 東京リベンジャーズ ぱずりべ！全国制覇への道（羽宮一虎）
- 狼ゲームアナザー（飯田リンタロウ）
- 忍者マストダイ（リキ）

2023年
- よしまほ（一慶）
- 妖怪ウォッチ ぷにぷに（羽宮一虎）
- 9 R.I.P.（響）
- 原神（フレミネ）
- モンスターストライク（羽宮一虎）
- リバース:1999（X）

2024年
- BLUE PROTOCOL（グレン）
- 逆転オセロニア（ハナダ）
- 18TRIP（楪琴之丞）
- メビウス・コード（三条怜也）

2025年
- 餓狼伝説 City of the Wolves（キム・ジェイフン）
- Fate/Grand Order（ヴァジュラ）
- 紅の錬金術師と白の守護者 〜レスレリアーナのアトリエ〜（スレイ・クロスリッター）

### ドラマCD
- 四十五番目の話（2014年、宏、田中、ナレーション）
- ALIVE シリーズ（2015年 - 、衛藤昂輝[14]）
- THE IDOLM@STER SideM 「Cybernetics Wars ZERO 〜願いを宿す機械の子〜」（2017年、都築圭）
- ツキプロ×アニ店特急2017夏 全国盤（2017年、衛藤昂輝[14]）
- BBB（2019年、西園寺将輝 ）
- Paradox Live（2019年 - 、征木北斎[134]）
- 華Doll*（2020年 - 、如月薫[135]）
- ワケアリ四畳半（2020年、猪猟咲弥）
- ENLIGHTRIBE（2021年 - 、志津維墨[136]）
- Price Letter（s）!フロムアイドル（2021年 - 、冥王院シン[137]）
- ディア♥ヴォーカリスト（2022年 - 、YAMATO〈ヤマト〉[138]）
- 総理倶楽部（2022年 - 、西園寺公望[139]）

### BLCD
2017年
- 僕は君のいいなり（2017年 - 2018年、林）
  - 僕は君のいいなり2

- 愛犬Honey 〜Amore〜（タロー）

2018年
- 願いを叶える流れ星 -Liam-（リアム）
- キューピッドに落雷（2018年 - 2020年、輝人）
  - キューピッドに落雷 追撃

- 恋するサノバビッチ（波田）
- 私の知らない彼らのヒミツ3（森下勇司）

2019年
- ハローモーニングスター（宗一郎）
- めぐみとつぐみ（2019年 - 2021年、真木スバル）
  - めぐみとつぐみ2

- とろけて開いて（泉）
- 麻実くんはガチ恋じゃない!（加賀美京一）

2020年
- 愛の本能に従え!（黄辺髙也）
- 僕たちのキス。マウント編（如月霜）

2021年
- こころ-わたしの恋- BL版ドラマCD（私）
- 有休オメガ（桐生明良）
- ナカまであいして（2021年 - 2023年、楪郁巳）
  - ナカまであいして ※2巻アニメイト限定版ドラマCD付
  - ナカまであいして2
  - ナカまであいして3

- あなたのアナは僕のもの（小間井）

2022年
- プリフェクトの箱庭3（東院月人）※コミックスドラマCD付き特装版
- 鬼上司・獄寺さんは暴かれたい。2（2022年－2024年、獄寺亜武）
  - 鬼上司・獄寺さんは暴かれたい。3
  - 鬼上司・獄寺さんは暴かれたい。4

- セックスセールスドライバー（恋ヶ谷一心）
- 愛の夜明けを待て!（黄辺髙也）
- 会長、イイコはもう終わり（朝日 慧）

2023年
- おやすみ、いとしい小鳥さま（ライ）
- エンゲージ1（鈴森盟）
- かわにさざなみ（2023年－2024年、宇田川香）
  - かわにさざなみ 3巻ミニドラマCD付
  - かわにさざなみ やまない愛編
  - かわにさざなみ 4巻ミニドラマCD付

- 君、シヲレルコト勿レ 初回限定盤（吉良薫）
- 幕が下りたら僕らは番（瀬兎真啓）
- フィルイン・カラー（御子柴優十）

2024年
- 君の夜に触れる(御緑佳澄)
- つよがりオメガは僕らの番 1 （高雛なつお）
- 溺愛スリーピングボイス（榛名慧）
- アフター・ミッドナイト・スキン 1（2024年－2025年虎谷光平）
  - アフター・ミッドナイト・スキン 2

- ヤンキーはなちゃんの猫かわいがり彼氏（三嶋渉）
- フロウフルレメディ 上（羽柴蓮司）
  - フロウフルレメディ 下

- 二人でパパはじめました（青山倖久）

2025年
- 可哀想な君は僕だけの甘やかな傷（冴木密里）

### デジタルコミック
- 僕の初恋をキミに捧ぐ（2014年）
- Beeマンガ ココロ・ボタン（2016年、古閑衛人[143]）
- dTV 一礼して、キス（三神曜太）
- 怨霊奥様（2021年、清田悟）
- 恋の致死量（2022年、古関悠）
- じつは義妹でした。〜最近できた義理の弟の距離感がやたら近いわけ〜（2022年、上田光惺[144]）
- 契約婚でも愛は芽生えますか?（2022年、紫之宮椋[145]）
- 無敵のベイビーブルー（2023年、山崎志音）[146]
- ひとつしかないもの（2023年、坂上晴陽）[147]
- 偽モテ男に恋愛指南は荷が重い（2024年、穂高夕真）[148]

### オーディオドラマ
- ハウスメイトの膝の上 〜イケメンホストに癒される〜（2021年、イケメンホストのハウスメイト[149]）
- プロジェクトセカイ カラフルステージ! feat. 初音ミク ボイスドラマ（2021年 - 2022年、神代類） - 2作品[一覧 15]
- 悪役令嬢に転生したはずが、主人公よりも溺愛されてるみたいです（2022年、イクス・ジラール[150]）
- アイドルマスター SideM「315 PASSION CONTENTS」（2023年 - 2024年、都築圭） - 4作品[一覧 16]
- 君の過去にさよならの未来を数えて（2023年、真木心一）

### オーディオブック
- 大正浪漫　YOASOBI『大正浪漫』原作小説（2022年、朗読[151]）

### ラジオ
※はインターネット配信。
- ストロベリーセッション（2015年 - 2017年、ニコニコ生放送※）
- LIVE B's-LOG（2015年 - 2016年、ニコニコ生放送※）
- 土岐隼一のラジオ・喫茶トキノワ（2016年 - 2023年、ニコニコ動画※）
- 土岐隼一・熊谷健太郎のトキをかけるクマ（2017年 - 、ニコニコ生放送※）[152]
- 土岐隼一と菊池勇成のチョクラジ!（2017年 - 2018年、チョクメ！公式サイト※）[153]
- ボイスリーガル裁判所（2018年、himalaya※）[154]
- ラジオ かくりよの宿飯 〜あやかしお宿でおしゃべりします〜（2018年、音泉※）[155]
- アイドルマスター SideM ラジオ 315プロNight!（2018年、ニコニコ生放送※）
- 土岐隼一 ラジオ“Time with You”（2019年 - 、超!A&G+※）[156]
- 真夜中のオカルト公務員 夜間地域交流課 ラジオ通信（2019年、音泉※）[157]
- 加藤渉・土岐隼一の勇者亡きラジオ（2023年、音泉※・YouTube※）

### テレビ番組
※はインターネット配信。
- モテ福（2016年 - 2017年、テレ玉）ドキ・ツボル、アニメ予報士 ミタマンマ☆星矢
- ファミ通App for girlsのガールズScope（2016年 - 、Periscope※）MC
- プロジェクトセカイ ワンダショちゃんねる（2020年 - 、YouTube※、ニコニコ生放送※、Periscope※）
- 実況×解説!ざわつきバラエティ 声優文化祭第1回（2021年、BSフジ）

### 映像商品
- &6alleinの4/6! It’s HEAT
  - &6alleinの6/6!「Let’s NURU NURU!」
  - &6alleinの6/6! SEASON2
- ツキプロch. vol.1 - 4
  - ツキプロch. シーズン2 vol.1 - 3
- モテ福5 - 7
- 人狼バトル 〜人狼VS魔法使い〜
  - 人狼バトル lies and the truth 2018 JUNE 〜人狼VS怪盗〜
  - 人狼バトル 〜人狼VSスパイ〜
  - 人狼バトル lies and the truth 2019 AUGUST〜人狼VSエクソシスト〜

### 舞台
- 池袋裏百物語 明烏准教授の都市伝説ゼミ（2021年、山本、桜庭）
- 朗読劇「ENIGMA〜invisible rain〜」（2022年）
- THE IDOLM@STER SideM PASSIONABLE READING SHOW -超常事変〜対立スル正義〜-（2023年3月12日、都築圭[158]）

### その他コンテンツ
- 『青年少女よ、春を貪れ。』コミックス第1巻PV（2021年、近藤勝之[159]）
- JAZZ-ON!（2019年 - 2022年、依吹青[160][161]）
- Prince Letter(s)! フロムアイドル（2021年 - 2023年、冥王院シン[162]）
- マガツノート（2022年 - 2024年、蘭丸[163]）
- サンリオキャラクター『フラガリアメモリーズ』(2023年 ‐ 、ロマリシュ[164])
- 『魔神創造伝ワタル』新章突入PV（ナレーション[165]）

## ディスコグラフィ

### シングル
|            | 発売日         | タイトル       | 規格品番 | 規格品番 | 規格品番 | 規格品番 | オリコン 最高位 |
| 初回限定盤 | 発売日         | タイトル       | アニメ盤 | 通常盤 | きゃにめ限定盤 | | オリコン 最高位 |
| ---------- | -------------- | -------------- | --- | --- | --- | --- | --------------- |
| 1st        | 2019年5月15日  | 約束のOverture | PCCG-01775 | PCCG-01776 | PCCG-70449 | SCCG-00038 | 15位            |
| 限定       | 2019年11月6日  | Party Jacker   | BRCG-00071（アニメイト初回限定盤） SCCG-00042（きゃにめ初回限定盤） BRCG-00072（アニメイト通常盤） SCCG-00043（きゃにめ通常盤） | BRCG-00071（アニメイト初回限定盤） SCCG-00042（きゃにめ初回限定盤） BRCG-00072（アニメイト通常盤） SCCG-00043（きゃにめ通常盤） | BRCG-00071（アニメイト初回限定盤） SCCG-00042（きゃにめ初回限定盤） BRCG-00072（アニメイト通常盤） SCCG-00043（きゃにめ通常盤） | BRCG-00071（アニメイト初回限定盤） SCCG-00042（きゃにめ初回限定盤） BRCG-00072（アニメイト通常盤） SCCG-00043（きゃにめ通常盤） |                 |
| 2nd        | 2021年11月17日 | 真心に奏       | PCCG-02061 | PCCG-02062 | PCCG-70483 | SCCG-00083 | 21位            |
| 3rd        | 2023年1月25日  | Glorious World | PCCG-02172 | PCCG-02174 | PCCG-02173 | SCCG-00105 | 20位            |
| 4th        | 2024年2月21日  | SCIENCE        | PCCG-02268 | PCCG-02269 | PCCG-70535 | SCCG-00156 | 26位            |

### アルバム
|            | 発売日        | タイトル | 規格品番   | 規格品番       | 規格品番   | オリコン 最高位 |
| 初回限定盤 | 発売日        | タイトル | 通常盤     | きゃにめ限定盤 |            | オリコン 最高位 |
| ---------- | ------------- | -------- | ---------- | -------------- | ---------- | --------------- |
| 1st        | 2022年5月18日 | Good For | PCCG-02134 | PCCG-02135     | SCCG-00100 | 15位            |

### ミニアルバム
|            | 発売日        | タイトル         | 規格品番   | 規格品番       | 規格品番   | オリコン 最高位 |
| 初回限定盤 | 発売日        | タイトル         | 通常盤     | きゃにめ限定盤 |            | オリコン 最高位 |
| ---------- | ------------- | ---------------- | ---------- | -------------- | ---------- | --------------- |
| 1st        | 2020年9月16日 | True Gazer       | PCCG-01937 | PCCG-01938     | SCCG-00054 | 14位            |
| 2nd        | 2024年1月24日 | Another Birthday | PCCG-02273 | PCCG-02274     | SCCG-00150 | 42位            |

### 映像作品
|          | 発売日        | タイトル                                      | 規格品番   | 規格品番     | 規格品番      | 規格品番   |
| BD一般版 | 発売日        | タイトル                                      | DVD一般版  | BDきゃにめ版 | DVDきゃにめ版 |            |
| -------- | ------------- | --------------------------------------------- | ---------- | ------------ | ------------- | ---------- |
| 1st      | 2022年2月16日 | 土岐隼一Special Reading Live 2021-True Gazer- | PCXP-50875 | PCBP-54453   | SCXP-00097    | SCBP-00066 |
| 2nd      | 2023年9月27日 | 土岐隼一 Birthday Live2023「Glorious World」  | PCXP-50999 | PCBP-54610   | SCXP-00150    |            |

### タイアップ曲
| 楽曲             | タイアップ                                                                                        | 時期   |
| ---------------- | ------------------------------------------------------------------------------------------------- | ------ |
| 約束のOverture   | テレビアニメ『真夜中のオカルト公務員』エンディングテーマ                                          | 2019年 |
| 真心に奏         | テレビアニメ『大正オトメ御伽話』エンディングテーマ                                                | 2021年 |
| Glorious World   | テレビアニメ『人間不信の冒険者たちが世界を救うようです』オープニングテーマ                        | 2023年 |
| Another Birthday | テレビアニメ『ループ7回目の悪役令嬢は、元敵国で自由気ままな花嫁生活を満喫する』オープニングテーマ | 2024年 |
| SCIENCE          | テレビアニメ『月刊モー想科学』エンディングテーマ                                                  | 2024年 |
| 希望光度         | テレビアニメ『悪食令嬢と狂血公爵』エンディングテーマ                                              | 2025年 |

### キャラクターソング
| 発売日        | 商品名 | 歌 | 楽曲 | 備考 |
| 2015年        | 2015年 | 2015年 | 2015年 | 2015年 |
| ------------- | --- | --- | --- | --- |
| 2月20日       | ALIVE その1 Side.G                                                                                        | Growth | 「ラダ・キアナ」 「My Gloria」 「自由の鳥」                                                                                       | 『ALIVE』関連曲                                                                                           |
| 5月29日       | ALIVE その2 Side.G                                                                                        | Growth | 「光と海の讃歌」 「悠久のフィリア」 「グレゴリオ」                                                                                | 『ALIVE』関連曲                                                                                           |
| 8月28日       | ALIVE その3 Side.G                                                                                        | Growth | 「ハウル」 「黄昏のメロディア」 「Re:born」                                                                                       | 『ALIVE』関連曲                                                                                           |
| 11月27日      | ALIVE その4 Side.G                                                                                        | Growth | 「Super Nova」 「ルクレシア」 「空想のレトロ」                                                                                    | 『ALIVE』関連曲                                                                                           |
| 2016年        | | | | |
| 4月22日       | ALIVE Growth 花鳥風月「花」編                                                                             | Growth | 「FLOW AWAY」 | 『ALIVE』関連曲                                                                                           |
| 6月24日       | ALIVE Growth 花鳥風月「鳥」編                                                                             | Growth | 「不死鳥のネビュラ」 | 『ALIVE』関連曲                                                                                           |
| 7月27日       | THE IDOLM@STER SideM ST@RTING LINE-11 Altessimo                                                           | Altessimo | 「The 1st Movement 〜未来のための二重奏〜」 「Never end｢Opus｣」 「DRIVE A LIVE」                                                  | ゲーム『アイドルマスター SideM』関連曲                                                                    |
| 8月26日       | ALIVE Growth 花鳥風月「風」編                                                                             | Growth | 「CORONA」 | 『ALIVE』関連曲                                                                                           |
| 11月25日      | ALIVE Growth 花鳥風月「月」編                                                                             | Growth | 「月影のリフレイン」 | 『ALIVE』関連曲                                                                                           |
| 2017年        | | | | |
| 2月1日        | Beyond The Dream                                                                                          | 315プロダクション所属アイドル | 「Beyond The Dream」 | ゲーム『アイドルマスター SideM』テーマソング                                                              |
| 2月1日        | Beyond The Dream                                                                                          | 315プロダクション所属アイドル（メンタル） | 「Beyond The Dream」 | ゲーム『アイドルマスター SideM』テーマソング                                                              |
| 2月24日       | ALIVE「X Lied」vol.1 空&昂輝                                                                              | 衛藤昂輝（土岐隼一） | 「リーラの調べ」 | 『ALIVE』関連曲                                                                                           |
| 4月26日       | THE IDOLM@STER SideM ORIGIN@L PIECES 04                                                                   | 都築圭（土岐隼一） | 「Sanctuary World」 | ゲーム『アイドルマスター SideM』関連曲                                                                    |
| 5月24日       | A3! First SUMMER EP                                                                                       | 夏組 | 「オレサマ☆夏summer」 | ゲーム『A3!』関連曲                                                                                       |
| 5月24日       | A3! First SUMMER EP                                                                                       | アリババ［皇天馬（江口拓也）］、シェヘラザード［瑠璃川幸（土岐隼一）］ | 「楽園オアシス」 | ゲーム『A3!』関連曲                                                                                       |
| 5月24日       | A3! First SUMMER EP                                                                                       | 瑠璃川幸（土岐隼一） | 「MINORITY」 | ゲーム『A3!』関連曲                                                                                       |
| 7月28日       | ALIVE Growth ユニットソングシリーズ「STAR SAIL」                                                          | Growth | 「STAR SAIL」 | 『ALIVE』関連曲                                                                                           |
| 8月30日       | Cybernetics Wars ZERO 〜願いを宿す機械の子〜                                                              | 冬美旬（永塚拓馬）、天ヶ瀬冬馬（寺島拓篤）、都築圭（土岐隼一）、東雲荘一郎（天﨑滉平）、華村翔真（バレッタ裕） | 「Genesis Contact」 | ゲーム『アイドルマスター SideM』関連曲                                                                    |
| 9月20日       | Ride on☆ 7Dream!                                                                                          | 7Colors | 「Ride on☆ 7Dream!」 「瞬間Sparkle」                                                                                              | ゲーム『アニドルカラーズ』関連曲                                                                          |
| 10月4日       | A3! Blooming SUMMER EP                                                                                    | 瑠璃川幸（土岐隼一）、三好一成（小澤廉） | 「にゃんばれ！にゃにゃにゃにゃ☆にゃん生！」                                                                                       | ゲーム『A3!』関連曲                                                                                       |
| 10月27日      | 魔法のキズナ                                                                                              | Growth | 「魔法のキズナ」 | テレビアニメ『TSUKIPRO THE ANIMATION』オープニングテーマ                                                  |
| 2018年        | | | | |
| 1月17日       | THE IDOLM@STER SideM 3rd ANNIVERSARY DISC 01 Café Parade & Altessimo & Legenders                          | Altessimo | 「Tone's Destiny」 | ゲーム『アイドルマスター SideM』関連曲                                                                    |
| 1月17日       | THE IDOLM@STER SideM 3rd ANNIVERSARY DISC 01 Café Parade & Altessimo & Legenders                          | Café Parade & Altessimo & Legenders | 「Eternal Fantasia」 | ゲーム『アイドルマスター SideM』関連曲                                                                    |
| 1月26日       | TSUKIPRO THE ANIMATION BD・DVD第2巻特典CD                                                                 | Growth | 「one day…」 | テレビアニメ『TSUKIPRO THE ANIMATION』エンディングテーマ                                                  |
| 2月2日        | THE IDOLM@STER SideM 3rd ANNIVERSARY SOLO COLLECTION 01                                                   | 都築圭（土岐隼一） | 「Tone's Destiny」 | ゲーム『アイドルマスター SideM』関連曲                                                                    |
| 3月23日       | TSUKIPRO THE ANIMATION BD・DVD第4巻特典CD                                                                 | Growth | 「パラレル・リネージュ」 | テレビアニメ『TSUKIPRO THE ANIMATION』エンディングテーマ                                                  |
| 5月18日       | TSUKIPRO THE ANIMATION BD・DVD第6巻特典CD                                                                 | Growth | 「陽だまりに咲く」 | テレビアニメ『TSUKIPRO THE ANIMATION』エンディングテーマ                                                  |
| 6月15日       | TSUKIPRO THE ANIMATION BD・DVD第7巻特典CD                                                                 | SOARA、Growth、SolidS、QUELL | 「Dear Dreamer,」 | テレビアニメ『TSUKIPRO THE ANIMATION』エンディングテーマ                                                  |
| 6月29日       | ALIVE Growth RE:START シリーズ1                                                                           | 衛藤昂輝（土岐隼一）、藤村衛（寺島惇太） | 「時のはざまに」 | 『ALIVE』関連曲                                                                                           |
| 7月4日        | かくりよの宿飯 キャラクターソング集Vol.1"隠世の調"                                                        | 銀次（土岐隼一） | 「風」 | テレビアニメ『かくりよの宿飯』エンディングテーマ                                                          |
| 9月26日       | TAKE A DREAM!!                                                                                            | 三毛門紫音（蒼井翔太）、花房柳（古川慎）、浅霧巳影（立花慎之介）、柴咲真也（山口智広）、白華時雨（小林裕介）、槙千鶴（土岐隼一）、志部谷幽（畠中祐）、牛若湊（中島ヨシキ） | 「ゆめの世界へようこそ」 | ゲーム『DREAM!ing』関連曲                                                                                 |
| 10月3日       | A3! VIVID SUMMER EP                                                                                       | 夏組 | 「夏って☆パリパリ！」 | ゲーム『A3!』関連曲                                                                                       |
| 10月26日      | ALIVE Growth RE:START シリーズ3                                                                           | Growth | 「追憶のネニア」 | 『ALIVE』関連曲                                                                                           |
| 12月5日       | THE IDOLM@STER SideM WakeMini! MUSIC COLLECTION 02                                                        | 315 STARS（メンタル Ver.） | 「Friendly Smile」 | テレビアニメ『アイドルマスター SideM 理由あってMini!』エンディングテーマ                                  |
| 12月21日      | ALIVE Growth RE:START シリーズ4                                                                           | 衛藤昂輝（土岐隼一）、桜庭涼太（山下大輝） | 「Apostasy」 | 『ALIVE』関連曲                                                                                           |
| 12月21日      | GANG×ROCK 皇位争奪トーナメント ENTRY01 Odin;s 訊け、我が雷鳴を！                                          | Odin;s | 「Don't wanna stay」 「Saqirlat」                                                                                                 | 『GANG×ROCK』関連曲                                                                                       |
| 12月21日      | GANG×ROCK 皇位争奪トーナメント ENTRY01 Odin;s 訊け、我が雷鳴を！ 来栖EDITION                              | 来栖龍之介（土岐隼一） | 「Don't wanna stay」 | 『GANG×ROCK』関連曲                                                                                       |
| 2019年        | | | | |
| 2月6日        | THE IDOLM@STER SideM WORLD TRE@SURE 06                                                                    | 伊集院北斗（神原大地）、都築圭（土岐隼一）、冬美旬（永塚拓馬）、アスラン＝ベルゼビュートII世（古川慎） | 「Hallo, Freunde!」 「MEET THE WORLD!（GERMANY Ver.）」                                                                           | ゲーム『アイドルマスター SideM LIVE ON ST@GE!』関連曲                                                     |
| 3月15日       | THE IDOLM@STER SideM WakeMini! SOLO COLLECTION 02 MENTAL Ver.                                             | 都築圭（土岐隼一） | 「Friendly Smile」 | テレビアニメ『アイドルマスター SideM 理由あってMini!』関連曲                                              |
| 3月27日       | BLACK OUT/HAPPY ENTERTAINER 〜ゆめライブCD 黒寮VS白寮〜                                                   | 竜ヶ崎仁（武内駿輔）、槙千鶴（土岐隼一）、志部谷幽（畠中祐）、牛若湊（中島ヨシキ） | 「BLACK OUT」 | ゲーム『DREAM!ing』関連曲                                                                                 |
| 3月27日       | BLACK OUT/HAPPY ENTERTAINER 〜ゆめライブCD 黒寮VS白寮〜                                                   | 望月悠馬（島﨑信長）、花房柳（古川慎）、新兎千里（花江夏樹）、獅子丸孝臣（内田雄馬）、針宮藤次（豊永利行）、三毛門紫音（蒼井翔太）、虎澤一生（深町寿成）、浅霧巳影（立花慎之介）、柴咲真也（山口智広）、白華時雨（小林裕介）、竜ヶ崎仁（武内駿輔）、槙千鶴（土岐隼一）、志部谷幽（畠中祐）、牛若湊（中島ヨシキ）、久磨凛太朗（柿原徹也）、ビアンキ由仁（天野七瑠）                                                                                       | 「TAKE A DREAM!!（特進生集合Ver.）」                                                                                              | ゲーム『DREAM!ing』関連曲                                                                                 |
| 5月10日       | THE IDOLM@STER SideM 4th ANNIVERSARY DISC「LIVE in your SMILE / DREAM JOURNEY」                           | Altessimo、W、FRAME、彩、神速一魂、S.E.M、THE 虎牙道、Legenders | 「LIVE in your SMILE」 | ゲーム『アイドルマスター SideM』関連曲                                                                    |
| 5月22日       | 真夜中のオカルト公務員 キャラクターソング                                                                 | 琥珀（土岐隼一） | 「CALL MY NAME ONLY FOR YOU」 | テレビアニメ『真夜中のオカルト公務員』関連曲                                                              |
| 5月31日       | ALIVE Growth RE:START シリーズ6                                                                           | Growth | 「運命のペンデュラム」 | 『ALIVE』関連曲                                                                                           |
| 6月5日        | We♡SURFING                                                                                                | mmm | 「We♡SURFING」 「Breeze of Dreams」 「Ride the WAVE!!」                                                                           | 『WAVE!!』関連曲                                                                                          |
| 6月21日       | 華Doll*1st season 〜Flowering〜1巻「Birth」                                                               | Anthos | 「BIRTH」 「Unknown」 | 『華Doll*』関連曲                                                                                         |
| 6月21日       | Ride the WAVE!!                                                                                           | 波乗りボーイズ | 「Ride the WAVE!!」 | 『WAVE!!』関連曲                                                                                          |
| 6月26日       | A3! BRIGHT SUMMER EP                                                                                      | 夏組 | 「Ever☆Blooming!」 | ゲーム『A3!』関連曲                                                                                       |
| 7月3日        | ラフラフ！-laugh life- 1st Round                                                                          | Geraxy | 「Diamond」 | 『ラフラフ！-laugh life-』関連曲                                                                          |
| 7月3日        | セカイ系バラエティ 僕声シーズン2 サウンドトラック                                                         | GENMEPER | 「幻滅交響曲"いい歌じゃねぇ"」 「イルカに騙されないで」 「絶望キーボード」                                                        | バラエティ番組『セカイ系バラエティ 僕声 シーズン2』関連曲                                                 |
| 10月11日      | 華Doll*1st season 〜Flowering〜2巻「Boxed」                                                               | Anthos | 「Juliet」 「Stay Away」 | 『華Doll*』関連曲                                                                                         |
| 12月13日      | 華Doll*1st season 〜Flowering〜3巻「IDOLls」                                                              | Anthos | 「S.T.O.P」 「ChangeYourWorld」                                                                                                   | 『華Doll*』関連曲                                                                                         |
| 12月18日      | THE IDOLM@STER SideM 5th ANNIVERSARY DISC 01 PRIDE STAR                                                   | 315 ALLSTARS | 「PRIDE STAR」 「DRIVE A LIVE」 「Reason!!」 「GLORIOUS RO@D」                                                                    | ゲーム『アイドルマスター SideM』関連曲                                                                    |
| 12月18日      | A3! MIX SEASONS LP                                                                                        | 菊川［瑠璃川幸（土岐隼一）］、三上［七尾太一（濱健人）］ | 「未完成な空で」 | ゲーム『A3!』関連曲                                                                                       |
| 2020年        | | | | |
| 1月24日       | ALIVE「CARDS」シリーズ2巻 Growth「DIAMOND」                                                               | Growth | 「HOPE DIAMOND」 「憧憬のマテリア」                                                                                               | 『ALIVE』関連曲                                                                                           |
| 2月12日       | Paradox Live Opening Show                                                                                 | 悪漢奴等 | 「BAD BOYS 〜悪漢奴等 Underground〜」                                                                                             | 『Paradox Live』関連曲                                                                                    |
| 3月6日        | THE IDOLM@STER SideM 5th ANNIVERSARY UNIT COLLECTION -PRIDE STAR-                                         | Altessimo | 「PRIDE STAR」 | ゲーム『アイドルマスター SideM』関連曲                                                                    |
| 3月20日       | 華Doll*1st season 〜Flowering〜 4巻 Message                                                               | Anthos | 「Me Against Myself」 「Silent Message」                                                                                          | 『華Doll*』関連曲                                                                                         |
| 3月25日       | JAZZ-ON! Sessions 「Raining Cats」                                                                        | 依吹青（土岐隼一）、武宮大和（駒田航） | 「ふたりのバラード」 | 『JAZZ-ON!』関連曲                                                                                        |
| 4月22日       | THE IDOLM@STER SideM 5th ANNIVERSARY DISC 05 Altessimo&彩&High×Joker                                      | Altessimo | 「mermaid fermata」 | ゲーム『アイドルマスター SideM』関連曲                                                                    |
| 4月22日       | THE IDOLM@STER SideM 5th ANNIVERSARY DISC 05 Altessimo&彩&High×Joker                                      | Altessimo、彩、High×Joker | 「Singing Explorers」 | ゲーム『アイドルマスター SideM』関連曲                                                                    |
| 5月8日        | Paradox Live Stage Battle "JUSTICE"                                                                       | 悪漢奴等 | 「OUTSIDERZ -悪漢奴等is Justice-」                                                                                                | 『Paradox Live』関連曲                                                                                    |
| 5月20日       | Home/オレンジ・ハート                                                                                     | 夏組 | 「オレンジ・ハート」 | テレビアニメ『A3!』エンディングテーマ                                                                     |
| 6月26日       | 華Doll*1st season 〜Flowering〜 5巻 For...                                                                | Anthos | 「I know,Who I am」 「Antholic」                                                                                                  | 『華Doll*』関連曲                                                                                         |
| 7月22日       | DREAM!ing ゆめライブCD side BLACK                                                                         | 槙千鶴（土岐隼一）、竜ヶ崎仁（武内駿輔） | 「威信伝心」 | ゲーム『DREAM!ing』関連曲                                                                                 |
| 7月29日       | アニマルセラトピア うたとドラマCDシリーズ Vol.1                                                           | ゆず（住谷哲栄）、スイートオリーブ（土岐隼一）、ジンジャー（羽多野渉）、ヒノキ（伊東健人）、 ネロリ（鈴木裕斗）、ミルラ（小松昌平）、ロータス（広瀬裕也） | 「Welcome to Wonder night!」 | 『アニマルセラトピア』テーマソング                                                                        |
| 8月26日       | THE IDOLM@STER SideM 5th ANNIVERSARY SOLO COLLECTION 04                                                   | 都築圭（土岐隼一） | 「mermaid fermata」 | ゲーム『アイドルマスター SideM』関連曲                                                                    |
| 8月28日       | Dear Dreamer, ver.Growth                                                                                  | Growth | 「Dear Dreamer,」 | テレビアニメ『TSUKIPRO THE ANIMATION』関連曲                                                              |
| 9月2日        | Paradox Live Stage Battle "FAMILY"                                                                        | 悪漢奴等 | 「CALL FOR FAMILIEZ -悪漢奴等 is Forever-」                                                                                       | 『Paradox Live』関連曲                                                                                    |
| 9月30日       | アニマルセラトピア うたとドラマCDシリーズ Vol.2                                                           | スイートオリーブ（土岐隼一） | 「サンクチュアリ」 | 『アニマルセラトピア』関連曲                                                                              |
| 10月9日       | 華Doll* Anthos*〜The Way I Am〜KAORU                                                                      | 如月薫（土岐隼一） | 「Breathe」 | 『華Doll*』関連曲                                                                                         |
| 10月14日      | 伝説のサーフプリンス                                                                                      | 波乗りボーイズ | 「伝説のサーフプリンス」 | 劇場アニメ『WAVE!!〜サーフィンやっぺ!!〜』オープニングテーマ                                              |
| 10月14日      | 伝説のサーフプリンス                                                                                      | 波乗りボーイズ | 「SURFDAYS」 | NSA公認サーフィン応援ソング                                                                               |
| 11月25日      | Paradox Live Exhibition Show                                                                              | 悪漢奴等 | 「REBELLION -悪漢奴等 is still Burning-」                                                                                         | 『Paradox Live』関連曲                                                                                    |
| 11月25日      | Paradox Live Exhibition Show -悪漢奴等-                                                                   | 悪漢奴等 feat. 倖田來未 | 「EMPEROR - WE ON FIRE!! -」 | 『Paradox Live』関連曲                                                                                    |
| 12月2日       | ラフラフ！-Laugh Life- Final Round                                                                        | Geraxy、Ridiculs、Corner Craver | 「Laugh or Die」 | 『ラフラフ！-laugh life-』関連曲                                                                          |
| 2021年        | | | | |
| 1月6日        | THE IDOLM@STER SideM NEW STAGE EPISODE:07 Altessimo                                                       | Altessimo | 「Attacca Scenery」 「NEXT STAGE!」                                                                                               | ゲーム『アイドルマスター SideM』関連曲                                                                    |
| 1月20日       | 刺激サーファーボーイ！/One more chance, One Ocean                                                         | 波乗りボーイズ | 「刺激サーファーボーイ！」 | テレビアニメ『WAVE!!〜サーフィンやっぺ!!〜』オープニングテーマ                                            |
| 1月20日       | 刺激サーファーボーイ！/One more chance, One Ocean                                                         | 波乗りボーイズ | 「One more chance, One Ocean」 | テレビアニメ『WAVE!!〜サーフィンやっぺ!!〜』エンディングテーマ                                            |
| 2月7日        | THE IDOLM@STER SideM UNIT COLLECTION -MEET THE WORLD!-                                                    | 315 ALLSTARS | 「MEET THE WORLD!」 | ゲーム『アイドルマスター SideM』関連曲                                                                    |
| 2月7日        | THE IDOLM@STER SideM UNIT COLLECTION -MEET THE WORLD!-                                                    | Altessimo | 「MEET THE WORLD!」 | ゲーム『アイドルマスター SideM』関連曲                                                                    |
| 2月24日       | 波の向こう                                                                                                | mmm | 「One more chance, One Ocean」 | テレビアニメ『WAVE!!〜サーフィンやっぺ!!〜』エンディングテーマ                                            |
| 2月24日       | 波の向こう                                                                                                | mmm | 「波の向こう」 | 劇場アニメ『WAVE!!〜サーフィンやっぺ!!〜』エンディングテーマ                                              |
| 2月24日       | 波の向こう                                                                                                | mmm | 「SURFDAYS」 | 劇場アニメ『WAVE!!〜サーフィンやっぺ!!〜』関連曲                                                          |
| 2月24日       | Paradox Live Stage Battle "VIBES"                                                                         | 悪漢奴等 | 「ROWDIEZ -悪漢奴等 Wanted Vibes-」                                                                                               | 『Paradox Live』関連曲                                                                                    |
| 2月26日       | ALIVE Neo X Lied vol.1 空&昂輝                                                                            | 大原空（豊永利行）、衛藤昂輝（土岐隼一） | 「上昇気流」 | 『ALIVE』関連曲                                                                                           |
| 3月26日       | 華Doll*2nd season INCOMPLICA:IU〜Meet〜                                                                   | Anthos* | 「Flash Point」 「Shine On」 | 『華Doll*』関連曲                                                                                         |
| 3月26日       | ENLIGHTRIBE Side.SHIFTYz -The beginning-                                                                  | 志津維墨（土岐隼一） | 「ダイヤモンドボイス」 「エンプティネス」                                                                                         | 『ENLIGHTRIBE』関連曲                                                                                     |
| 3月31日       | Paradox Live 1st album "TRAP"                                                                             | 悪漢奴等 | 「A.K.Y.R -悪漢奴等 Go over da TRAP-」                                                                                            | 『Paradox Live』関連曲                                                                                    |
| 3月31日       | Paradox Live 1st album "TRAP"                                                                             | BAE、The Cat's Whiskers、cozmez、悪漢奴等 | 「Rap Guerrilla -Paradox Live All ARTISTS-」                                                                                      | 『Paradox Live』関連曲                                                                                    |
| 3月31日       | アニマルセラトピア うたとドラマCDシリーズ Vol.5                                                           | ゆず（住谷哲栄）、スイートオリーブ（土岐隼一）、ミルラ（小松昌平）、ロータス（広瀬裕也） | 「Happy Night Show!」 | 『アニマルセラトピア』関連曲                                                                              |
| 5月5日        | JAZZ-ON! 『Invisible Chord 2nd』                                                                          | SwingCATS | 「Invisible Chord 2nd」 | 『JAZZ-ON!』関連曲                                                                                        |
| 5月5日        | JAZZ-ON! 『Invisible Chord 2nd』                                                                          | 依吹青（土岐隼一）、氷室奏斗（中島ヨシキ） | 「crossing notes」 | 『JAZZ-ON!』関連曲                                                                                        |
| 7月9日        | 自由の旅路                                                                                                | Growth | 「自由の旅路」 | テレビアニメ『TSUKIPRO THE ANIMATION 2』主題歌                                                            |
| 7月21日       | セカイはまだ始まってすらいない/potatoになっていく                                                         | ワンダーランズ×ショウタイム、初音ミク | 「セカイはまだ始まってすらいない」 「potatoになっていく」                                                                         | ゲーム『プロジェクトセカイ カラフルステージ！ feat.初音ミク』関連曲                                       |
| 9月15日       | 東京リベンジャーズ EP02                                                                                   | 羽宮一虎（土岐隼一） | 「Ghosts」 | テレビアニメ『東京リベンジャーズ』関連曲                                                                  |
| 9月29日       | THE IDOLM@STER SideM GROWING SIGN@L 01 Growing Smiles!                                                    | 315 ALLSTARS | 「Growing Smiles!」 「DRIVE A LIVE」 「Beyond The Dream」 「NEXT STAGE!」                                                         | ゲーム『アイドルマスター SideM GROWING STARS』関連曲                                                      |
| 10月1日       | 華Doll*2nd season INCOMPLICA:I/F〜es〜                                                                    | Anthos* | 「Lay it down」 「Paradiso」 | 『華Doll*』関連曲                                                                                         |
| 10月20日      | A3! SUNNY SUMMER EP                                                                                       | 瑠璃川幸（土岐隼一） | 「Tailor Tailor!」 | ゲーム『A3!』関連曲                                                                                       |
| 10月22日      | ENLIGHTRIBE Side.SHIFTYz -Connections-                                                                    | SHIFTYz | 「Matching Stage」 「サヨナラシークレット」                                                                                       | 『ENLIGHTRIBE』関連曲                                                                                     |
| 10月27日      | Paradox Live Shuffle Team Show vol.2                                                                      | 北斎 with あかんキャッツら | 「CHILLIN'」 | 『Paradox Live』関連曲                                                                                    |
| 11月24日      | STAr(s)!/Thank(s) for You                                                                                 | STAr(s)! | 「STAr(s)!」 「Thank(s) for You」                                                                                                 | 『Prince Letter(s)! フロムアイドル』関連曲                                                                |
| 11月26日      | TSUKIPRO THE ANIMATION2 BD・DVD第1巻特典CD                                                                | Growth | 「衛星のシルヴィス」 | テレビアニメ『TSUKIPRO THE ANIMATION2』エンディングテーマ                                                 |
| 11月26日      | 華Doll* -Flowering- THE BEST                                                                              | Anthos* | 「Infraction」 | 『華Doll*』関連曲                                                                                         |
| 2022年        | | | | |
| 1月8日        | THE IDOLM@STER SideM UNIT COLLECTION -Growing Smiles!-                                                    | Altessimo | 「Growing Smiles!」 | ゲーム『アイドルマスター SideM GROWING STARS』関連曲                                                      |
| 1月19日       | A3! FULL BLOOMING LP                                                                                      | コロ［瑠璃川幸（土岐隼一）］、マル［向坂椋（山谷祥生）］ | 「Amazing happy days」 | ゲーム『A3!』関連曲                                                                                       |
| 2月2日        | ワンダーランズ×ショウタイム SEKAI ALBUM vol.1                                                             | ワンダーランズ×ショウタイム、鏡音リン | 「スイートマジック」 | ゲーム『プロジェクトセカイ カラフルステージ！ feat. 初音ミク』関連曲                                      |
| 2月2日        | ワンダーランズ×ショウタイム SEKAI ALBUM vol.1                                                             | ワンダーランズ×ショウタイム、鏡音レン | 「ブリキノダンス」 「脱法ロック」                                                                                                 | ゲーム『プロジェクトセカイ カラフルステージ！ feat. 初音ミク』関連曲                                      |
| 2月2日        | ワンダーランズ×ショウタイム SEKAI ALBUM vol.1                                                             | ワンダーランズ×ショウタイム、初音ミク | 「ミラクルペイント」 | ゲーム『プロジェクトセカイ カラフルステージ！ feat. 初音ミク』関連曲                                      |
| 2月2日        | ワンダーランズ×ショウタイム SEKAI ALBUM vol.1                                                             | ワンダーランズ×ショウタイム | 「チュルリラ・チュルリラ・ダッダッダ！」                                                                                          | ゲーム『プロジェクトセカイ カラフルステージ！ feat. 初音ミク』関連曲                                      |
| 2月2日        | ワンダーランズ×ショウタイム SEKAI ALBUM vol.1                                                             | ワンダーランズ×ショウタイム、鏡音レン | 「お気に召すまま」 「テレキャスタービーボーイ」                                                                                   | ゲーム『プロジェクトセカイ カラフルステージ！ feat. 初音ミク』関連曲                                      |
| 2月2日        | ワンダーランズ×ショウタイム SEKAI ALBUM vol.1                                                             | ワンダーランズ×ショウタイム | 「KING」 「フィクサー」 | ゲーム『プロジェクトセカイ カラフルステージ！ feat. 初音ミク』関連曲                                      |
| 2月25日       | TSUKIPRO THE ANIMATION2 BD・DVD第4巻特典CD                                                                | 衛藤昂輝（土岐隼一）、藤村衛（寺島惇太）、久我壱星（仲村宗悟）、久我壱流（野上翔） | 「月野夏夢祭」 | テレビアニメ『TSUKIPRO THE ANIMATION2』エンディングテーマ                                                 |
| 2月25日       | TSUKIPRO THE ANIMATION2 BD・DVD第4巻特典CD                                                                | Growth | 「忘れかけたもの」 | テレビアニメ『TSUKIPRO THE ANIMATION2』エンディングテーマ                                                 |
| 3月12日       | THE IDOLM@STER SideM PASSION@TE FORMATION -MENTAL-                                                        | 315 STARS（メンタルVer.） | 「リトルハピネス」 | ゲーム『アイドルマスター SideM GROWING STARS』関連曲                                                      |
| 3月12日       | THE IDOLM@STER SideM PASSION@TE FORMATION -MENTAL-                                                        | 都築圭（土岐隼一） | 「リトルハピネス」 | ゲーム『アイドルマスター SideM GROWING STARS』関連曲                                                      |
| 3月14日       | Haunted Obachestra Vol.2 BiankeED「トランジスター」                                                       | レインレイ（土岐隼一） | 「トランジスター」 | ゲーム『Haunted Obachestra Vol.2 Bianke』エンディングテーマ                                               |
| 3月16日       | ニジイロストーリーズ/ワンスアポンアドリーム                                                               | ワンダーランズ×ショウタイム、MEIKO、KAITO | 「ニジイロストーリーズ」 | ゲーム『プロジェクトセカイ カラフルステージ！ feat. 初音ミク』関連曲                                      |
| 3月16日       | ニジイロストーリーズ/ワンスアポンアドリーム                                                               | ワンダーランズ×ショウタイム、鏡音レン | 「ワンスアポンアドリーム」 | ゲーム『プロジェクトセカイ カラフルステージ！ feat. 初音ミク』関連曲                                      |
| 3月30日       | Prince Letter(s)! フロムアイドル フロムyuzu                                                               | STAr(s)! | 「Little Prince」 | 『Prince Letter(s)! フロムアイドル』関連曲                                                                |
| 3月30日       | Paradox Live Opening Show-Road to Legend-                                                                 | 悪漢奴等 | 「TURN IT UP!!!!!! -悪漢SOUL FEVER-」                                                                                             | 『Paradox Live』関連曲                                                                                    |
| 4月15日       | 華Doll*2nd season INCOMPLICA:IT〜ICON〜                                                                   | Anthos* | 「Umbilical Lover」 「The Place of Fate」                                                                                         | 『華Doll*』関連曲                                                                                         |
| 6月8日        | THE IDOLM@STER SideM GROWING SIGN@L 08 Altessimo                                                          | Altessimo | 「Infinite Octave!」 「Sign of Hope」                                                                                             | ゲーム『アイドルマスター SideM GROWING STARS』関連曲                                                      |
| 6月22日       | Prince Letter(s)! フロムアイドル フロム冥王院シン                                                         | STAr(s)! | 「アイコトバ」 | 『Prince Letter(s)! フロムアイドル』関連曲                                                                |
| 6月24日       | ALIVE「CARDS」シリーズ4巻 Growth「SPADE」                                                                 | Growth | 「Knight Quartet」 「ファルシオン」                                                                                               | 『ALIVE』関連曲                                                                                           |
| 7月8日        | ENLIGHTRIBE キャラクターソング Vol.09 志津 維墨「ラピステージ」                                           | 志津維墨（土岐隼一） | 「ラピステージ」 | 『ENLIGHTRIBE』関連曲                                                                                     |
| 8月31日       | ポエトリーリーディング Prince Letter(s)! フロムアイドル -STAR-                                            | 冥王院シン（土岐隼一） | 「冥王院シンの話」 | 『Prince Letter(s)! フロムアイドル』関連曲                                                                |
| 8月31日       | ポエトリーリーディング Prince Letter(s)! フロムアイドル -STAR-                                            | STAr(s)! | 「三人の話」 「桔梗恋歌」 | 『Prince Letter(s)! フロムアイドル』関連曲                                                                |
| 8月31日       | Paradox Live -Road to Legend- Round1 “RAGE"                                                               | 悪漢奴等 | 「大火傷 - License To Kill -」 | 『Paradox Live』関連曲                                                                                    |
| 9月16日       | 華Doll* Anthos* -Behind The Frame- LIHITO&KAORU&SETSUNA                                                   | 灯堂理人（伊東健人）、如月薫（土岐隼一）、八代刹那（堀江瞬） | 「LOVE IS…」 | 『華Doll*』関連曲                                                                                         |
| 9月28日       | テクノロイド ユニゾンハート CLIMBER CD SERIES vol.6 機関紳士                                              | 機関紳士 | 「システマティックジェントリィ」 「サマートライアングル」                                                                         | ゲーム『テクノロイド ユニゾンハート』関連曲                                                               |
| 10月21日      | 華Doll*3rd season THINK OF ME: TELL                                                                       | Anthos* | 「TELL」 「Mirage In Mirage」 | 『華Doll*』関連曲                                                                                         |
| 11月2日       | シュート! Goal to the Future キャラクターソング                                                           | 辻秀人（小林千晃）、黒川昴流（土岐隼一）、風間成（小野友樹） | 「Field of Contrail」 | テレビアニメ『シュート! Goal to the Future』関連曲                                                        |
| 11月2日       | シュート! Goal to the Future キャラクターソング                                                           | 黒川昴流（土岐隼一） | 「Field of Contrail」 | テレビアニメ『シュート! Goal to the Future』関連曲                                                        |
| 11月2日       | HeavenlyHelly Seraphilight THE SERAPHILIGHT                                                               | Seraphilight | 「THE SERAPHILIGHT」 「With You」                                                                                                 | 『HeavenlyHelly』関連曲                                                                                   |
| 11月30日      | ENLIGHTRIBE Side.SHIFTYz -Connections-                                                                    | SHIFTYz | 「ハイファイミライ」 | 『ENLIGHTRIBE』関連曲                                                                                     |
| 12月3日       | THE IDOLM@STER SideM GROWING SIGN@L SOLO COLLECTION 02                                                    | 都築圭（土岐隼一） | 「Infinite Octave!」 | ゲーム『アイドルマスター SideM GROWING STARS』関連曲                                                      |
| 12月21日      | THE IDOLM@STER SideM GROWING SIGN@L 15 Take a StuMp!                                                      | 315 ALLSTARS | 「Take a StuMp!」 | ゲーム『アイドルマスター SideM GROWING STARS』関連曲                                                      |
| 2023年        | | | | |
| 1月25日       | THE IDOLM@STER SideM 49 ELEMENTS 07 Altessimo                                                             | Altessimo | 「The Symphonic Daylight」 | ゲーム『アイドルマスター SideM GROWING STARS』関連曲                                                      |
| 1月25日       | THE IDOLM@STER SideM 49 ELEMENTS 07 Altessimo                                                             | 都築圭（土岐隼一） | 「Resonate Blessing」 | ゲーム『アイドルマスター SideM GROWING STARS』関連曲                                                      |
| 1月27日       | 総理倶楽部 声劇円盤〜歌曲を添えて〜〈4〉                                                                  | 西園寺公望（土岐隼一） | 「さあ、東奔西走」 | 『総理倶楽部』関連曲                                                                                      |
| 2023年1月31日 | マガツノート 1st フルアルバム「魂響」                                                                     | 織田信長（神尾晋一郎）、蘭丸（土岐隼一） | 「存在証明＜CHARACTER ver＞」 | 『マガツノート』関連曲                                                                                    |
| 2月11日       | THE IDOLM@STER SideM UNIT COLLECTION -Take a StuMp!-                                                      | Altessimo | 「Take a StuMp!」 | ゲーム『アイドルマスター SideM GROWING STARS』関連曲                                                      |
| 2月14日       | FLASH LIGHT                                                                                               | 315 STARS | 「FLASH LIGHT」 | ゲーム『アイドルマスター SideM GROWING STARS』関連曲                                                      |
| 2月15日       | トンデモワンダーズ/Glory Steady Go                                                                        | ワンダーランズ×ショウタイム、KAITO | 「トンデモワンダーズ」 | ゲーム『プロジェクトセカイ カラフルステージ！ feat. 初音ミク』関連曲                                      |
| 2月15日       | トンデモワンダーズ/Glory Steady Go                                                                        | ワンダーランズ×ショウタイム、巡音ルカ | 「Glory Steady Go」 | ゲーム『プロジェクトセカイ カラフルステージ！ feat. 初音ミク』関連曲                                      |
| 3月11日       | 幻想のUtopia/安寧のDystopia                                                                               | 天ヶ瀬冬馬（寺島拓篤）、伊集院北斗（神原大地）、都築圭（土岐隼一）、神楽麗（永野由祐）、渡辺みのり（高塚智人）、信玄誠司（増元拓也）、華村翔真（バレッタ裕）、清澄九郎（中田祐矢）、伊瀬谷四季（野上翔）、神谷幸広（狩野翔）、卯月巻緒（児玉卓也）、水嶋咲（小林大紀）、橘志狼（古畑恵介）、舞田類（榎木淳弥）、山下次郎（中島ヨシキ）、円城寺道流（濱野大輝）、兜大吾（浦尾岳大）、九十九一希（比留間俊哉）、葛之葉雨彦（笠間淳）、北村想楽（汐谷文康） | 「安寧のDystopia」 | 舞台『THE IDOLM@STER SideM PASSIONABLE READING SHOW -超常事変〜対立スル正義〜-』エンディングテーマ        |
| 4月26日       | ショウタイム・ルーラー/にっこり^^調査隊のテーマ                                                           | ワンダーランズ×ショウタイム、鏡音リン | 「ショウタイム・ルーラー」 | ゲーム『プロジェクトセカイ カラフルステージ！ feat. 初音ミク』関連曲                                      |
| 4月26日       | ショウタイム・ルーラー/にっこり^^調査隊のテーマ                                                           | ワンダーランズ×ショウタイム、初音ミク | 「にっこり^^調査隊のテーマ」 | ゲーム『プロジェクトセカイ カラフルステージ！ feat. 初音ミク』関連曲                                      |
| 4月28日       | Be The MUSIC!                                                                                             | 「All Music MIKUdemy」一同 | 「Be The MUSIC!」 | ゲーム『プロジェクトセカイ カラフルステージ！ feat. 初音ミク』関連曲                                      |
| 5月26日       | 華Doll* 3rd season THINK OF ME: FAKE                                                                      | Anthos* | 「Fake Veil」 「Regret」 | 『華Doll*』関連曲                                                                                         |
| 6月7日        | 「吸血鬼すぐ死ぬ」キャラクターソング入りサウンドトラック②                                                 | フクマ（土岐隼一） | 「名状しがたい可愛いもの」 | テレビアニメ『吸血鬼すぐ死ぬ2』関連曲                                                                     |
| 6月28日       | Paradox Live -Road to Legend- Round2 “TRUST"                                                              | 悪漢奴等 | 「喝采 -Leave It To Me-」 | 『Paradox Live』関連曲                                                                                    |
| 8月2日        | 88☆彡/星空のメロディー                                                                                    | ワンダーランズ×ショウタイム、KAITO | 「88☆彡」 | ゲーム『プロジェクトセカイ カラフルステージ！ feat. 初音ミク』関連曲                                      |
| 8月2日        | 88☆彡/星空のメロディー                                                                                    | ワンダーランズ×ショウタイム、MEIKO | 「星空のメロディー」 | ゲーム『プロジェクトセカイ カラフルステージ！ feat. 初音ミク』関連曲                                      |
| 8月17日       | Anthos* 2nd solo series -Air Quotes- “KAORU”                                                              | 如月薫（土岐隼一） | 「Imitation Flower」 「Girl, it's you」                                                                                           | 『華Doll*』関連曲                                                                                         |
| 8月23日       | テクノロイド1st Album UNISON×MIND                                                                         | Selfish Gene | 「Never Say Never」 | ゲーム『テクノロイド ユニゾンハート』関連曲                                                               |
| 8月23日       | テクノロイド1st Album UNISON×MIND                                                                         | 機関紳士 | 「Jazz with Fizz」 | ゲーム『テクノロイド ユニゾンハート』関連曲                                                               |
| 10月11日      | どんな結末がお望みだい？/星空オーケストラ                                                                 | ワンダーランズ×ショウタイム、初音ミク | 「どんな結末がお望みだい？」 | ゲーム『プロジェクトセカイ カラフルステージ！ feat. 初音ミク』関連曲                                      |
| 10月11日      | どんな結末がお望みだい？/星空オーケストラ                                                                 | ワンダーランズ×ショウタイム、巡音ルカ | 「星空オーケストラ」 | ゲーム『プロジェクトセカイ カラフルステージ！ feat. 初音ミク』関連曲                                      |
| 10月13日      | 華Doll* 3rd season THINK OF ME: OTHER                                                                     | Anthos* | 「R.N.P.N」 「The Other Side」 | 『華Doll*』関連曲                                                                                         |
| 10月28日      | THE IDOLM@STER SideM 8th STAGE THEME SONG「Hands & Claps!」                                               | 315 ALLSTARS | 「Hands & Claps!」 | ライブイベント『THE IDOLM@STER SideM 8th STAGE 〜ALL H@NDS TOGETHER〜』テーマソング                       |
| 10月28日      | THE IDOLM@STER SideM 8th STAGE THEME SONG「Hands & Claps!」                                               | 315 STARS（メンタルVer.） | 「Hands & Claps!」 | ライブイベント『THE IDOLM@STER SideM 8th STAGE 〜ALL H@NDS TOGETHER〜』テーマソング                       |
| 12月20日      | Mr. Showtime/箱庭のコラル                                                                                 | ワンダーランズ×ショウタイム、巡音ルカ | 「Mr. Showtime」 | ゲーム『プロジェクトセカイ カラフルステージ! feat. 初音ミク』関連曲                                       |
| 12月20日      | Mr. Showtime/箱庭のコラル                                                                                 | ワンダーランズ×ショウタイム、KAITO | 「箱庭のコラル」 | ゲーム『プロジェクトセカイ カラフルステージ! feat. 初音ミク』関連曲                                       |
| 2024年        | | | | |
| 1月24日       | ワンダーランズ×ショウタイム SEKAI ALBUM vol.2                                                             | 天馬司（廣瀬大介）、神代類（土岐隼一）、鏡音レン | 「ナンセンス文学」 | ゲーム『プロジェクトセカイ カラフルステージ! feat. 初音ミク』関連曲                                       |
| 1月24日       | ワンダーランズ×ショウタイム SEKAI ALBUM vol.2                                                             | ワンダーランズ×ショウタイム、鏡音リン | 「いーあるふぁんくらぶ」 | ゲーム『プロジェクトセカイ カラフルステージ! feat. 初音ミク』関連曲                                       |
| 1月24日       | ワンダーランズ×ショウタイム SEKAI ALBUM vol.2                                                             | ワンダーランズ×ショウタイム、初音ミク | 「神のまにまに」 「1925」 | ゲーム『プロジェクトセカイ カラフルステージ! feat. 初音ミク』関連曲                                       |
| 1月24日       | ワンダーランズ×ショウタイム SEKAI ALBUM vol.2                                                             | ワンダーランズ×ショウタイム | 「グッバイ宣言」 | ゲーム『プロジェクトセカイ カラフルステージ! feat. 初音ミク』関連曲                                       |
| 1月24日       | ワンダーランズ×ショウタイム SEKAI ALBUM vol.2                                                             | ワンダーランズ×ショウタイム、巡音ルカ | 「踊れオーケストラ」 | ゲーム『プロジェクトセカイ カラフルステージ! feat. 初音ミク』関連曲                                       |
| 1月24日       | ワンダーランズ×ショウタイム SEKAI ALBUM vol.2                                                             | ワンダーランズ×ショウタイム、鏡音レン | 「エゴロック」 | ゲーム『プロジェクトセカイ カラフルステージ! feat. 初音ミク』関連曲                                       |
| 1月24日       | ワンダーランズ×ショウタイム SEKAI ALBUM vol.2                                                             | ワンダーランズ×ショウタイム、MEIKO | 「ラブカ？」 | ゲーム『プロジェクトセカイ カラフルステージ! feat. 初音ミク』関連曲                                       |
| 1月24日       | Gray Sheep EP01                                                                                           | BAD SKUNK | 「Groovy Good Beat」 | 『Gray Sheep』関連曲                                                                                      |
| 2月18日       | VIOLET LOVE／BAD SKUNK                                                                                    | BAD SKUNK | 「VIOLET LOVE」 | 『Gray Sheep』関連曲                                                                                      |
| 3月1日        | 華Doll* 3rd season THINK OF ME: ROOM                                                                      | Anthos* | 「Liberation」 「Clap! Clap! Clap」                                                                                               | 『華Doll*』関連曲                                                                                         |
| 3月6日        | THE IDOLM@STER SideM F@NTASTIC COMBINATION～CONNECTIME!!!!～ -共鳴和音- Altessimo                         | Altessimo、彩 | 「組曲 -to All Ages Concerto-」                                                                                                   | ライブイベント『315 Production presents F＠NTASTIC COMBINATION LIVE 〜CONNECTIME!!!!〜 -共鳴和音-』関連曲 |
| 3月6日        | THE IDOLM@STER SideM F@NTASTIC COMBINATION～CONNECTIME!!!!～ -共鳴和音- Altessimo                         | Altessimo | 「和風堂々！〜WAnderful NIPPON!〜」                                                                                               | ライブイベント『315 Production presents F＠NTASTIC COMBINATION LIVE 〜CONNECTIME!!!!〜 -共鳴和音-』関連曲 |
| 3月6日        | THE IDOLM@STER SideM F@NTASTIC COMBINATION～CONNECTIME!!!!～ -共鳴和音- Altessimo                         | Altessimo、彩、Legenders、C.FIRST | 「DRIVE A LIVE」 「NEXT STAGE!（Short size）」                                                                                    | ライブイベント『315 Production presents F＠NTASTIC COMBINATION LIVE 〜CONNECTIME!!!!〜 -共鳴和音-』関連曲 |
| 3月6日        | THE IDOLM@STER SideM F@NTASTIC COMBINATION〜CONNECTIME!!!!〜 -共鳴和音- 彩                                | Altessimo、彩、Legenders、C.FIRST | 「Beyond the Dream」 | ライブイベント『315 Production presents F＠NTASTIC COMBINATION LIVE 〜CONNECTIME!!!!〜 -共鳴和音-』関連曲 |
| 3月27日       | Paradox Live 3rd album "ANTHEM"                                                                           | 悪漢奴等 | 「悪漢太鼓 -This Is How We Roll-」 「TURN IT UP!!!!!! -悪漢SOUL FEVER-」 「大火傷 - License To Kill -」 「喝采 -Leave It To Me-」 | 『Paradox Live』関連曲                                                                                    |
| 5月1日        | EVER RED                                                                                                  | RED BOUQUET | 「EVER RED」 | 『フラガリアメモリーズ』関連曲                                                                            |
| 5月1日        | EVER RED                                                                                                  | ロマリシュ(土岐隼一) | EVER RED (ロマリシュ ver. ) | 『フラガリアメモリーズ』関連曲                                                                            |
| 5月8日        | プロジェクトセカイ カラフルステージ！ feat. 初音ミク アナザーボーカルアルバム ワンダーランズ×ショウタイム | 草薙寧々（Machico）、神代類（土岐隼一） | 「セカイはまだ始まってすらいない」 「ニジイロストーリーズ」                                                                       | ゲーム『プロジェクトセカイ カラフルステージ！ feat. 初音ミク』関連曲                                      |
| 5月8日        | プロジェクトセカイ カラフルステージ！ feat. 初音ミク アナザーボーカルアルバム ワンダーランズ×ショウタイム | 神代類（土岐隼一） | 「ブリキノダンス」 「お気に召すまま」 「KING」 「トンデモワンダーズ」 「フィクサー」                                              | ゲーム『プロジェクトセカイ カラフルステージ！ feat. 初音ミク』関連曲                                      |
| 5月22日       | Gray Sheep EP02                                                                                           | BAD SKUNK | 「Nuts Addiction」 | 『Gray Sheep』関連曲                                                                                      |
| 5月31日       | ALIVE「あの頃の僕らは」シリーズ・衛藤昂輝「羽ばたける光」                                                 | 衛藤昂輝（土岐隼一） | 「羽ばたける光」 | 『ALIVE』関連曲                                                                                           |
| 6月19日       | 四つ葉綴りのラプソディ                                                                                    | RED BOUQUET | 「四つ葉綴りのラプソディ」 | 『フラガリアメモリーズ』関連曲                                                                            |
| 6月26日       | ヴァンパイア男子寮エンディングソングアルバム「またあした」                                                | 早乙女ルカ（土岐隼一） | 「また あした」 | テレビアニメ『ヴァンパイア男子寮』エンディングテーマ                                                      |
| 6月26日       | ヴァンパイア男子寮エンディングソングアルバム「またあした」                                                | 山本美人（市ノ瀬加那）、早乙女ルカ（土岐隼一） | 「また あした」 | テレビアニメ『ヴァンパイア男子寮』エンディングテーマ                                                      |
| 6月26日       | キラピピ★キラピカ/フィラメントフィーバー                                                                  | ワンダーランズ×ショウタイム、MEIKO | 「キラピピ★キラピカ」 「フィラメントフィーバー」                                                                                  | ゲーム『プロジェクトセカイ カラフルステージ! feat. 初音ミク』関連曲                                       |
| 7月26日       | 「TSUKIPRO THE ANIMATION」ENDING THEME SONG COLLECTION                                                    | Growth | 「one day…」 「パラレル・リネージュ」 「陽だまりに咲く」                                                                          | テレビアニメ『TSUKIPRO THE ANIMATION』エンディングテーマ                                                  |
| 7月26日       | 「TSUKIPRO THE ANIMATION」ENDING THEME SONG COLLECTION                                                    | SOARA、Growth、SolidS、QUELL | 「Dear Dreamer,」 | テレビアニメ『TSUKIPRO THE ANIMATION』エンディングテーマ                                                  |
| 8月7日        | Bouquet of Wishes                                                                                         | ALL BOUQUET | 「Bouquet of Wishes」 | 『フラガリアメモリーズ』関連曲                                                                            |
| 9月13日       | 華Doll* 3rd season THINK OF ME: MORE                                                                      | Anthos* | 「Spectacle」 「Roughing laughing」                                                                                               | 『華Doll*』関連曲                                                                                         |
| 10月23日      | Paradox Live Opening Show -Battle of Unity- Unit R                                                        | 悪漢奴等 | 「」 | 『Paradox Live』関連曲                                                                                    |
| 10月25日      | ALIVE「あの頃の僕らは」シリーズ・Growth「新約ラダ・キアナ／旅立ちの朝風」                                 | Growth | 「新約ラダ・キアナ」 「旅立ちの朝風」                                                                                             | 『ALIVE』関連曲                                                                                           |
| 10月30日      | 世界を照らすテトラッド/サイバーパンクデッドボーイ                                                         | ワンダーランズ×ショウタイム、初音ミク | 「世界を照らすテトラッド」 | ゲーム『プロジェクトセカイ カラフルステージ! feat. 初音ミク』関連曲                                       |
| 10月30日      | 世界を照らすテトラッド/サイバーパンクデッドボーイ                                                         | ワンダーランズ×ショウタイム、鏡音リン | 「サイバーパンクデッドボーイ」 | ゲーム『プロジェクトセカイ カラフルステージ! feat. 初音ミク』関連曲                                       |
| 2025年        | | | | |
| 1月17日       | スマイル*シンフォニー                                                                                     | ワンダーランズ×ショウタイム | 「スマイル*シンフォニー」 | 劇場アニメ『劇場版プロジェクトセカイ 壊れたセカイと歌えないミク』関連曲                                   |
| 1月30日       | Worlders                                                                                                  | バーチャル・シンガー、Leo/need、MORE MORE JUMP!、Vivid BAD SQUAD、ワンダーランズ×ショウタイム、25時、ナイトコードで。 | 「Worlders」 | 劇場アニメ『劇場版プロジェクトセカイ 壊れたセカイと歌えないミク』エンディングテーマ                       |
| 2月21日       | 群青讃歌（劇場版プロジェクトセカイver.）                                                                  | Leo/need、MORE MORE JUMP!、Vivid BAD SQUAD、ワンダーランズ×ショウタイム、25時、ナイトコードで。 | 「群青讃歌（劇場版プロジェクトセカイver.）」                                                                                      | 劇場アニメ『劇場版プロジェクトセカイ 壊れたセカイと歌えないミク』挿入歌                                   |
| 3月19日       | オペラ！スペースオペラ！/成敗いたAAAAAす！                                                                | ワンダーランズ×ショウタイム、鏡音レン | 「オペラ！スペースオペラ！」 | ゲーム『プロジェクトセカイ カラフルステージ！ feat. 初音ミク』関連曲                                      |
| 3月19日       | オペラ！スペースオペラ！/成敗いたAAAAAす！                                                                | ワンダーランズ×ショウタイム、巡音ルカ | 「成敗いたAAAAAす！」 | ゲーム『プロジェクトセカイ カラフルステージ！ feat. 初音ミク』関連曲                                      |
| 5月28日       | ワンダーランズ×ショウタイム SEKAI ALBUM vol.3                                                             | ワンダーランズ×ショウタイム、鏡音レン | 「嗚呼、素晴らしきニャン生」 「おちゃめ機能」                                                                                     | ゲーム『プロジェクトセカイ カラフルステージ! feat. 初音ミク』関連曲                                       |
| 5月28日       | ワンダーランズ×ショウタイム SEKAI ALBUM vol.3                                                             | ワンダーランズ×ショウタイム、初音ミク | 「太陽系デスコ」 「ちがう!!!」 「転生林檎」                                                                                       | ゲーム『プロジェクトセカイ カラフルステージ! feat. 初音ミク』関連曲                                       |
| 5月28日       | ワンダーランズ×ショウタイム SEKAI ALBUM vol.3                                                             | 鳳えむ（木野日菜）、神代類（土岐隼一）、初音ミク | 「すきなことだけでいいです」 | ゲーム『プロジェクトセカイ カラフルステージ! feat. 初音ミク』関連曲                                       |
| 5月28日       | ワンダーランズ×ショウタイム SEKAI ALBUM vol.3                                                             | ワンダーランズ×ショウタイム、鏡音リン | 「強風オールバック」 「きょうもハレバレ」                                                                                         | ゲーム『プロジェクトセカイ カラフルステージ! feat. 初音ミク』関連曲                                       |
| 5月28日       | ワンダーランズ×ショウタイム SEKAI ALBUM vol.3                                                             | ワンダーランズ×ショウタイム、KAITO | 「古書屋敷殺人事件」 | ゲーム『プロジェクトセカイ カラフルステージ! feat. 初音ミク』関連曲                                       |
| 5月28日       | ワンダーランズ×ショウタイム SEKAI ALBUM vol.3                                                             | ワンダーランズ×ショウタイム、巡音ルカ | 「1000年生きてる」 | ゲーム『プロジェクトセカイ カラフルステージ! feat. 初音ミク』関連曲                                       |
| 9月17日       | ぼくのかみさま/オールセーブチャレンジ                                                                     | ワンダーランズ×ショウタイム、鏡音レン | 「ぼくのかみさま」 | ゲーム『プロジェクトセカイ カラフルステージ! feat. 初音ミク』関連曲                                       |
| 9月17日       | ぼくのかみさま/オールセーブチャレンジ                                                                     | ワンダーランズ×ショウタイム、KAITO | 「オールセーブチャレンジ」 | ゲーム『プロジェクトセカイ カラフルステージ! feat. 初音ミク』関連曲                                       |

### その他参加楽曲
| 発売日         | 商品名                                                       | 歌                                                                       | 楽曲 | 備考                                                                         |
| -------------- | ------------------------------------------------------------ | ------------------------------------------------------------------------ | --- | ---------------------------------------------------------------------------- |
| 2015年7月30日  | 絶対迷宮 秘密のおやゆび姫 サウンドトラック「ちいさな演奏会」 | 土岐隼一                                                                 | 「はがしたカサブタ」                                                                                                 | ゲーム『絶対迷宮 秘密のおやゆび姫』挿入歌                                    |
| 2017年6月9日   | UNLOCK☆START!!!                                              | &6allein                                                                 | 「UNLOCK☆START!!!」 「Color of melody」                                                                              |                                                                              |
| 2017年11月29日 | -LIVED-/A:LIVE                                               | &6allein                                                                 | 「-LIVED-」 「A:LIVE」                                                                                               |                                                                              |
| 2018年4月4日   | With You                                                     | &6allein                                                                 | 「KISS or BANG!」 「-LIVED- 2018ver.」 「A:LIVE 2018ver.」 「Color of melody 2018ver.」 「UNLOCK☆START!!! 2018ver.」 |                                                                              |
| 2018年4月4日   | With You                                                     | 土岐隼一                                                                 | 「遥かな未来の輝きに」                                                                                               |                                                                              |
| 2019年1月30日  | Part of Me                                                   | &6allein                                                                 | 「Part of Me」 「Choice“&”Chance」                                                                                   |                                                                              |
| 2021年3月5日   | 七人の妖                                                     | 上村祐翔、梅原裕一郎、河本啓佑、小林裕介、白井悠介、本城雄太郎、山本和臣 | 「７人の妖」 | テレビ番組『声優男子ですが…?』テーマソング                                   |
| 2023年5月24日  | 「こえつり」OP/EDテーマCD                                    | shiratoishy                                                              | 「つりでも行こうか」 「ちっぽけなぼくら」                                                                            | テレビ番組『こえつり』テーマソング                                           |
| 2025年3月5日   | 死んだ！ - from CrosSing                                     | 土岐隼一                                                                 | 「死んだ!」 | カバーソングプロジェクト「CrosSing」関連楽曲。オリジナルはオーイシマサヨシ。 |

## 書籍

### 写真集
- 土岐隼一1st写真集「precious time」（2019年10月18日、東京ニュース通信社）ISBN 978-4-86336-990-0